# Буи, Жак
Жак Жозеф Андре Буи (фр. Jacques-Joseph-André Bouhy; 18 июня 1848, Пепенште — 24 января 1929, Париж) — бельгийский оперный певец (баритон).

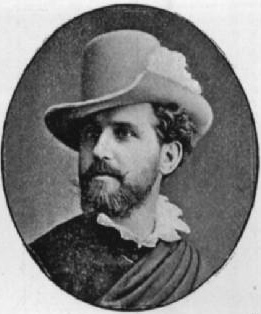
Жак Буи (фото Надара)

Учился сперва в Льеже, затем окончил Парижскую консерваторию (1869, класс Шарля Франсуа Дювернуа). В 1871 году дебютировал на сцене Парижской оперы в партии Мефистофеля в «Фаусте» Гуно. В 1872—1875 годах пел в Опера комик, став, в частности, первым исполнителем партии Эскамильо в опере Жоржа Бизе «Кармен» и заглавной партии в опере Жюля Массне «Дон Сезар де Базан».
В дальнейшем вернулся в Национальную оперу, в начале 1880-х гг. много гастролировал, в том числе в 1880 году в Санкт-Петербурге. Затем отправился в США, где в 1885 году был назначен первым директором новосозданной Национальной консерватории, специализировавшейся первоначально на подготовке вокалистов. Буи проработал в Нью-Йорке до начала 1890 года, после чего вернулся во Францию, чтобы исполнить партию Верховного жреца в первом парижском представлении оперы Камиля Сен-Санса «Самсон и Далила». Оставил сцену в 1892 году, сосредоточившись на преподавательской деятельности.